# Comtés de l'État du Colorado
L'État américain de Colorado est divisé en 64 comtés (counties).

## Liste des comtés
Le siège du comté est indiqué entre parenthèses.
- Adams (Brighton)
- Alamosa (Alamosa)
- Arapahoe (Littleton)
- Archuleta (Pagosa Springs)
- Baca (Springfield)
- Bent (Las Animas)
- Boulder (Boulder)
- Broomfield (à la fois une ville et un comté)
- Chaffee (Salida)
- Cheyenne (Cheyenne Wells)
- Clear Creek (Georgetown)
- Conejos (Conejos)
- Costilla (San Luis)
- Crowley (Ordway)
- Custer (Westcliffe)
- Delta (Delta)
- Denver (à la fois une ville et un comté)
- Dolores (Dove Creek)
- Douglas (Castle Rock)
- Eagle (Eagle)
- El Paso (Colorado Springs)
- Elbert (Kiowa)
- Fremont (Cañon City)
- Garfield (Glenwood Springs)
- Gilpin (Central City)
- Grand (Hot Sulphur Springs)
- Gunnison (Gunnison)
- Hinsdale (Lake City)
- Huerfano (Walsenburg)
- Jackson (Walden)
- Jefferson (Golden)
- Kiowa (Eads)
- Kit Carson  (Burlington)
- La Plata (Durango)
- Lake (Leadville)
- Larimer (Fort Collins)
- Las Animas (Trinidad)
- Lincoln (Hugo)
- Logan (Sterling)
- Mesa (Grand Junction)
- Mineral (Creede)
- Moffat (Craig)
- Montezuma (Cortez)
- Montrose (Montrose)
- Morgan (Fort Morgan)
- Otero (La Junta)
- Ouray (Ouray)
- Park (Fairplay)
- Phillips (Holyoke)
- Pitkin (Aspen)
- Prowers (Lamar)
- Pueblo (Pueblo)
- Rio Blanco (Meeker)
- Rio Grande (Del Norte)
- Routt (Steamboat Springs)
- Saguache (Saguache)
- San Juan (Silverton)
- San Miguel (Telluride)
- Sedgwick (Julesburg)
- Summit (Breckenridge)
- Teller (Cripple Creek)
- Washington (Akron)
- Weld (Greeley)
- Yuma (Wray)